# جوش بوالو
جوش بوالو (بالإنجليزية: Josh Boileau)‏ هو لاعب سنوكر أيرلندي، ولد في 2 يوليو 1995 في Newbridge, County Kildare ‏ في جمهورية أيرلندا.

## وصلات خارجية
- جوش بوالو على موقع CueTracker.net (الإنجليزية)
- جوش بوالو على موقع بطولة العالم للسنوكر (الإنجليزية)

- جوش بوالو على موقع IMDb (الإنجليزية)